# CPUソケット

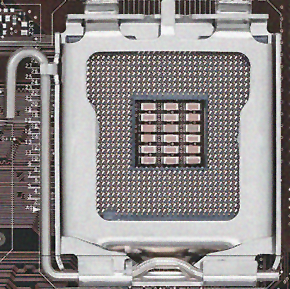
LGA775 (またはSocket T)

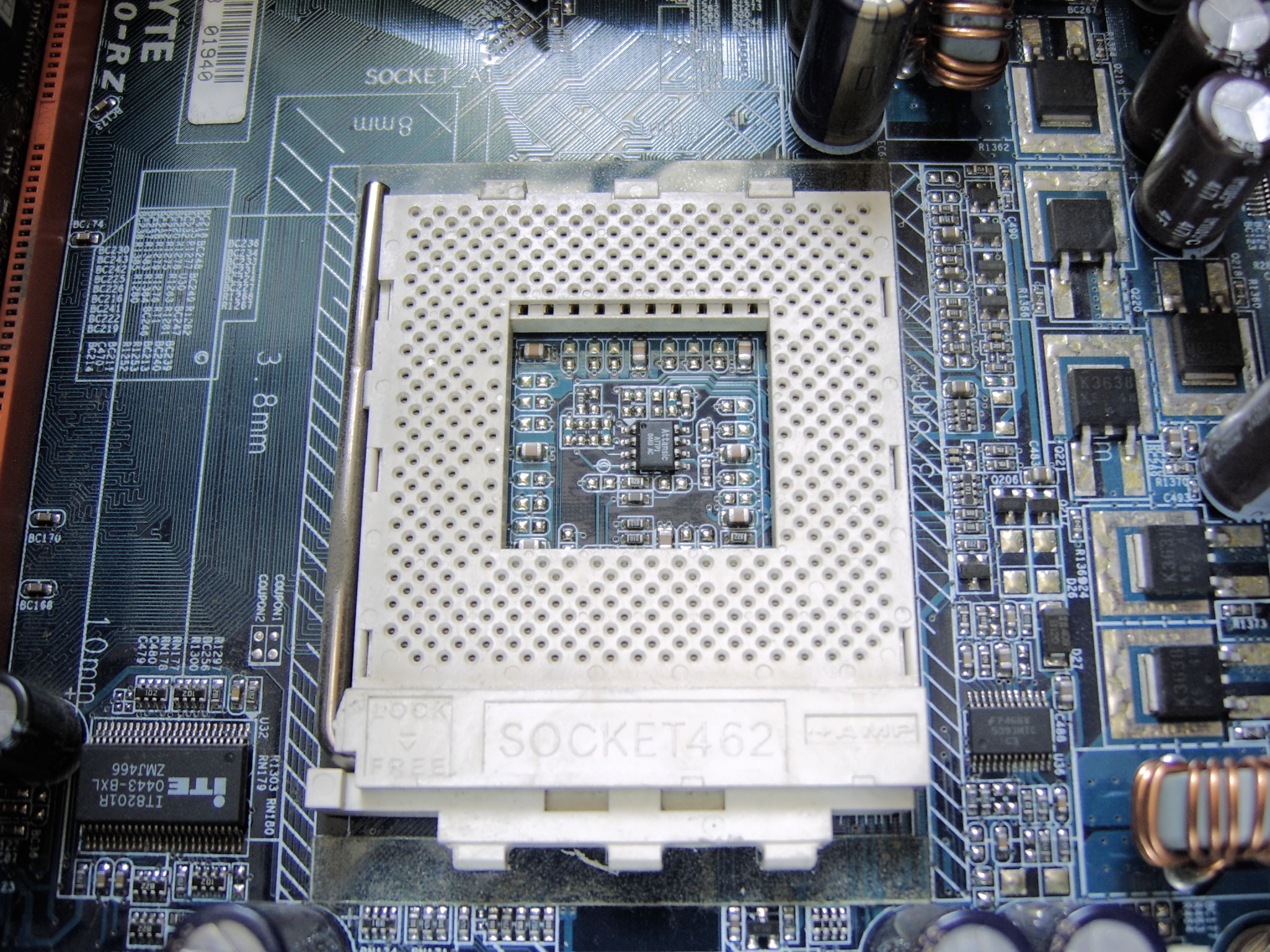
Socket A (または Socket 462)

CPUソケットは、大規模集積回路（LSI IC）パッケージ用のICソケットで、CPU用のものである。数十〜数千接点で、高い動作周波数でも動作する必要があるなどの特殊性はあるが、基本的にはCPU以外のLSI用のICソケットと何ら変わるものではない。しかし、CPUとマザーボード間のインタフェースとしての電気的・論理的仕様も含んで「Socket AM4」などといった名前で識別される場合もある。形状によっては（「Slot 1」など）「CPUスロット」などもある。CPU以外のプロセッサ（GPU）や、CPUであっても組み込み向けの比較的小規模な製品、2015年以降のノートパソコン向けの製品などは直接ハンダ付けで実装することがほとんどであり、ソケットは使われない。

## 概要
2022年現在、ほとんどのデスクトップ向けパーソナルコンピュータのマザーボードは、CPUの選択にそれなりの自由度があることから、CPUソケットを使用している。
CPUとソケット間のインタフェースは、かつてはPin grid array (PGA) が採用されることが大半であった。この形式は、CPUパッケージ底面の短く硬いピンがソケットの穴に嵌る。さらに、Zero Insertion Force (ZIF) ソケットの場合はほとんど抵抗なくCPUを挿入することができる。確実に装着した後、レバーを倒してピンをしっかりと圧接・保持し、接点を確実に接触させる。
近年では、デスクトップ・サーバー向けのCPUはLand Grid Array (LGA) を、モバイル・組み込み向けのCPUはBall grid array (BGA) を、それぞれ採用する例が増えている。LGA形式では、ピンはソケットの側に存在する。ピンは、CPUパッケージ底面のパッド またはランドと接触する。
スロット
1990年代後半に、多くのx86プロセッサはソケットではなくスロットに装着された。CPUスロットは拡張スロットに似た、シングルエッジのコネクタであり、そこにCPUを搭載したプリント基板であるCPUユニットを挿入した。スロット型のCPUパッケージは2つの利点があった。CPUユニットのプリント基板に集積回路を追加することによりL2キャッシュメモリを拡充できることと、CPUの挿入・抜却が容易になることである。しかし、スロット型のパッケージはCPUとチップセットの間の配線長が長くなり、その長いプリントパターンに分布する静電容量と電気抵抗が、500MHzを超えるクロックスピードにおいて無視できないインピーダンスとして顕在化し不適切なものとなった。CPUスロットは、AMDのSocket AとインテルのSocket 370が導入されたことで使われることはなくなった。
名称の混同
例えば、LGA775パッケージを採用した（すなわち外形がLGA775である）CPUを接続するCPUソケットの正しい名称は Socket T であるが、しばしば LGA775 ソケット 、あるいは略して単に LGA775 と表記される。また LGA775 という語は、後述するとおりハードウェアプラットフォームの名称としても拡大使用されている。これらのことから、LGA775 とのみ表記されている場合はそれがCPUの形状を指すのかマザーボードの構成部品を指すのかコンピュータのハードウェア仕様を指すのか、文脈から判断しなければならない。

### 汎用品
以下は、もっぱら既存の汎用のICソケットが使われるマイクロプロセッサである。ZIFソケットではないものが多く、引き抜く際に適切な工具が必要になる。
- DIPソケット（40個の接点）
  - x86系 - 8086, 8088, V30, V20など
  - 他 - 8080[注 1], Z80, 8085など
- PLCCソケット（68個の接点）
  - x86系 - 80186[1][2], V50, 80286など
  - 他 - MC68000など
- PGAソケット - 80386 14列・接点数132（3重の接点配列）
- PGAソケット - MC68040 18列・接点数179（3重の接点配列、一隅なし）

## インタフェース
CPUソケットに関する、各種インタフェース仕様の一覧と解説である。
3桁の数字を含んでいる多くのソケット名は、CPUやソケットのピンの数を意味している。

### インテルおよびその互換
- Socket 1 - 486[注 2]
- Socket 2 - 486, 486用Pentium ODP（以下P24T）
- Socket 3 - 486（5Vまたは3.3V）, P24Tおよび互換製品
- Socket 4 - Pentium 60/66MHz
- Socket 5 - Pentium 75-133MHz, AMD K5, IDT WinChip C6, WinChip 2
- Socket 6 - 486向けに設計されたが、あまり使用されなかった。ライトバック(WB)対応486DX2, IntelDX4[注 3]
- Socket 7 - Pentium, Pentium MMX, AMD K6シリーズ, いくつかのサイリックス製CPU, WinChip2 Rev.A

### インテル専用

#### デスクトップ
- Slot 1 - Celeron, Pentium II, Pentium III
- Socket 370 - Pentium III, Celeron; Cyrix III; VIA C3
- Socket 423 - Pentium 4[注 4]と Celeron プロセッサ（Willamette コア）
- Socket 478 - Pentium 4, Celeron（Northwood, Prescott, Willamette コア）, Pentium 4 Extreme Edition[注 4]
- Socket T（LGA775） - Pentium 4, Pentium D, Celeron D, Pentium Extreme Edition, Pentium Dual-Core, Core 2 Duo, Core 2 Extreme, Celeron[注 4], Xeon 3000 シリーズ, Core 2 Quad（Northwood, Prescott, Conroe, Kentsfield, Wolfdale, Yorkfield と Cedar Mill コア）
- Socket B (LGA1366 [3]) - NehalemのIntel Core i7（DDR3統合メモリコントローラと Intel QuickPath Interconnect(QPI) を取り入れた）
- Socket H (LGA1156) - Nehalem および WestmereのIntel Core i7, Core i5, Core i3, Pentium G, Celeron G。QPIではなくDirect Media Interface(DMI)を採用し、CPU側にメモリコントローラやPCI Expressコントローラを内蔵した。
- Socket H2 (LGA1155) - Sandy Bridge および Ivy BridgeのIntel Core i7, Core i5, Core i3, Pentium G, Celeron G
- Socket H3 (LGA1150) - Haswell および BroadwellのIntel Core i7, Core i5, Core i3, Pentium G, Celeron G
- Socket H4 (LGA1151) - Skylake、Kaby Lake 及び Coffee Lake、Coffee Lake RefreshのIntel Core i9, Core i7, Core i5, Core i3, Pentium G, Celeron G
- Socket R (LGA2011) - Sandy Bridge および Ivy Bridgeの Core i7 Extreme（3800/3900/4800/4900番台）
- Socket R3 (LGA2011-v3) - Haswell および Broadwellの Intel Core i7 Extreme（5800/5900/6800/6900番台）
- Socket R4 (LGA2066) - Skylake および Kaby LakeのIntel Core i9(7900番台) ,Core i7 (7900/7800番台・7740X),Core i5 (7640X)

#### モバイル
- Socket 495 - PPGA-B495 としても知られる。Mobile P3 Coppermine と Celeron [4] で使用された。
- Socket 479 - Pentium M と Celeron M(Banias と Dothan コア)
- Socket M - Core Solo, Core Duo, Core 2 Duo
- Socket P - インテルベース。Socket 479 と Socket M を置き換える。2007年5月9日にリリースされた。
- Socket G1（rPGA 988A,PGA 989,PGA 988）[5]- Nehalem および　WestmereのIntel Core i7, Core i5, Core i3, Pentium, Celeron（モバイル向け）
- Socket G2（rPGA 988B）- Sandy Bridge および Ivy BridgeのIntel Core i7, Core i5, Core i3, Pentium, Celeron（モバイル向け）
- Socket G3（rPGA 946B/947,FCPGA 946）- HaswellのIntel Core i7, Core i5, Core i3, Pentium, Celeron（モバイル向け）

#### サーバ
- Socket 8 - Pentium Pro
- Slot 2 - Pentium II Xeon, Pentium III Xeon
- Socket 603 - Xeon（Northwood と Willamette コア）
- Socket 604 - Xeon
- PAC418（英語版） - Itanium
- PAC611（英語版） - Itanium 2, HP PA-RISC 8800 と 8900
- Socket J (LGA771) - Xeon（Woodcrest コア）
- Socket LS[6] (LGA1567) -  Xeon(Nehalem-EX)
- Socket B2 (LGA1356) - Sandy Bridge-EN
- Socket R (LGA2011) - Xeon（Sandy Bridge-EP, Ivy Bridge-EP, Haswell-EP, Broadwell-EP）
- Socket R2 (LGA2011-1) - Xeon（Ivy Bridge-EX, Haswell-EX：Xeon E7 v2, v3, v4系）
- Socket R3 (LGA2011-v3) - Xeon（Haswell-EP, Broadwell-EP：Xeon E5 v3, v4系の一部）
- Socket P (LGA3647) - Xeon（Skylake-EP/EX：Xeon Scalable系）

### AMD専用

#### デスクトップ
- Super Socket 7 - AMD K6-2, AMD K6-III; Rise mP6, Cyrix MII, WinChip.
- Slot A - AMD Athlon
- Socket A（または "Socket 462" として知られている） - Athlon, Duron, Athlon XP, Athlon XP-M, Athlon MP, Sempron, Geode プロセッサをサポートする AMD のソケット（462 個の接点の PGA）。
- Socket 754 - シングルチャネルのDDR SDRAMに対応したAMDのシングルプロセッサ用のソケット。Athlon 64, Sempron, Turion 64 プロセッサに対応する（754 個の接点の PGA）。このソケット以降はメモリコントローラがCPUに統合されているため、CPUソケットとメモリが直結されている。
- Socket 939 - デュアルチャネルの DDR-SDRAM に対応した AMD のシングルプロセッサ用のソケット。Athlon 64, 1 GHz[注 5] までの Athlon 64 FX, 4800+ までの Athlon 64 X2, Opteron 100 シリーズのプロセッサに対応する（939 個の接点の PGA）。発売後、約 2 年で Socket AM2 に置き換えられた。
- Socket AM2 - DDR2-SDRAM に対応した AMD のシングルプロセッサ用のソケット。Socket 754 と Socket 939[注 5] を置き換えた（940 個の接点の PGA であり、Socket AM2 とサーバプロセッサ用の "Socket 940" と混用することがある）。 Athlon 64, Athlon 64 X2, Athlon 64 FX, Opteronプロセッサに対応し、電源回路とBIOSの対応があれば、Phenom, PhenomII プロセッサにも対応できる。
- Socket AM2+ - シングルプロセッサシステム用の AMD のソケット。DDR2 と電源回路の分離された HyperTransport 3 をサポートする。Socket AM2 を置き換えた（940 個の接点の PGA の Socket AM2 と電気的に互換性がある）。Athlon 64, Athlon 64 X2, Athlon 64 FX, Opteronプロセッサに対応し、電源回路とBIOSの対応があれば、Phenom, PhenomII プロセッサにも対応できる。
- Socket AM3 - シンプルプロセッサシステム用のAMDのソケット。DDR3 と電源回路の分離された HyperTransport 3 をサポートする。DDR3-SDRAM をサポートすることで Socket AM2+ を置き換える（938 個の接点の PGA）。AM3版PhenomIIをサポートしているが、DDR3メモリコントローラを搭載していないAM2+版PhenomIIやPhenom以前のCPUは使用できない。
- Socket AM3+ - Socket AM3の後継のソケットである。2011年Q3発売のBulldozerのために設計された。DDR2 SDRAMのサポートが削除された。AM3およびそれ以前のソケットとの区別をつけやすくするため、AM3+では黒いソケットが採用されている。この黒いソケットそのものの名称は「AM3b」である。
- Socket FM1 - Fusion APU用のAMDのソケット。ノースブリッジの廃止やCPUソケットに映像出力が加わることで、従来とは別のソケットとされた。FM1を使用するのは最初のデスクトップ向けAPUであるLlanoとその派生であるFM1版Athlonのみで、次世代のTrinityからはSocket FM2に置き換えられた。
- Socket FM2 - Fusion APU用のAMDのソケット。二世代目のデスクトップ向けAPUであるTrinityと三世代目のデスクトップAPUであるRichland用。
- Socket FS1b - Fusion APU用のAMDのソケット。SoCデスクトップ向けAPU用。
- Socket AM4 - 2017年3月発売のRyzenプロセッサ用に発売された。DDR4 SDRAMをサポート。以前のソケットと寸法が異なるため、一部のCPUクーラーのリテンションは互換性がない[7]。

#### ハイエンド・デスクトップ (HEDT)
- Socket TR4 - Zen および Zen+世代のCPUである Ryzen Threadripper 1000シリーズ および 2000シリーズ用。
- Socket sTRX4（英語版） - Zen2 世代のCPUである Ryzen Threadripper 3000シリーズ用。TRX4 の PCI Express 3.0 に対し、sTRX4 では PCI Express 4.0 へと更新された。
- Socket sWRX8（英語版） - Zen2 および Zen3 世代のワークステーション用CPUである Ryzen Threadripper Pro 3000シリーズ および 5000シリーズ用。メモリチャネル数が TRX4 および sTRX4 の4chに対し、8chへと強化されている

#### モバイル
- Socket A - モバイルDuron,モバイルAthlon4,モバイル Athlon XP,Geode
- Socket 563 - AMDの省電力モバイル Athlon XP-M（563 個の接点を持つ μ-PGA版Socket A。基板の面積を取らないため主にモバイル用として使用された）。
- Socket 754
- Socket S1 - DDR2-SDRAM に対応したモバイルプラットフォーム用の AMD のソケット。また、Socket S1にはSocket S1 g1からg4が存在し、それらはソケットこそは同じでものの電圧的な互換性がないため判別が難しい。モバイルプロセッサ用の Socket 754 を置き換えた（638 個の接点の PGA）。
- Socket FS1（英語版） - 将来の、CPU と GPU の機能を持ったノート PC 向けの Fusion プロセッサ用（コードネーム Swift）。DDR3-SDRAM をサポートする。2009年にリリースされる予定。

#### サーバ
- Socket A
- Socket 940 - DDR-SDRAM に対応した AMD のシングル、およびマルチプロセッサ用のソケット。AMD Opteron[注 5]（2xx と 8xx シリーズ）, Athlon 64 FX プロセッサに対応する（940 個の接点の PGA）。
- Socket F（または "Socket 1207" として知られている） - DDR2-SDRAM をサポートした、AMD のマルチプロセッサ用のソケット。AMD Opteron[注 5]（2xxx と 8xxx シリーズ）と Athlon 64 FX プロセッサに対応する。 Socket 940 を置き換え、部分的に Socket F+ と互換性がある（1207 個の接点の LGA）。
- Socket F+ - 最高 2.6 GHz までの高速 HyperTransport をサポートする、AMD の将来のマルチプロセッサ用のソケット。Socket F を置き換えるが、Socket F 用のプロセッサを後方互換性としてサポートする。
- Socket G3（英語版） - Socket F+ の後継であり、サーバのメモリ拡張のための、Socket G3 Memory Extender（英語版） とあわせて使用される。
- Socket SP3 - ZenアーキテクチャのサーバーCPUである EPYCシリーズのソケット

### その他
- Socket 463（または Socket NexGen としても知られる） - NexGen Nx586
- Socket 499 - DEC Alpha 21164a
- Slot B - DEC Alpha
- スロケット（英語版） - ソケット型のプロセッサを、バスが互換のスロット型マザーボードで使用するためのアダプタの通称。日本語では、他の変換アダプタも含んでゲタと呼ばれる。